# Cyrtonota botanocharoides
Cyrtonota botanocharoides es una especie de insecto coleóptero de la familia Chrysomelidae.
Fue descrita científicamente en 1989 por Borowiec.